# فرودگاه منطقه‌ای ایندیانپلیس
فرودگاه منطقه‌ای ایندیانپلیس (به انگلیسی: Indianapolis Regional Airport) یک فرودگاه همگانی بهره‌برداری هوایی است که یک باند فرود بتن دارد و طول باند آن ۱۶۷۶ متر است. این فرودگاه در شهر ایندیاناپولیس کشور ایالات متحده آمریکا قرار دارد و در ارتفاع ۲۶۳ متری از سطح دریا واقع شده‌است.